# Il mare (romanzo)
Il mare (The Sea) è un romanzo di John Banville del 2005 vincitore del Booker Prize.
La vicenda è narrata da Max Morden, uno storico dell'arte in pensione che cerca di accettare le morti di coloro che ha amato da bambino e da adulto.
La narrazione è caratterizzata dai frequenti salti temporali tra presente e passato.

## Trama
Il romanzo è ambientato nella città immaginaria di Ballymore, dove i ricordi della noiosa cittadina sono manipolati dall'immaginazione.
La prima storia vede il protagonista e narratore Max a 11 anni, in vacanza a Ballymore, dove conosce la famiglia dei Grace; Connie e Carlo, i genitori, e i loro figli gemelli Chloe e Myles, che vivono nella casa the Cedars.
Un'altra figura che acquisterà sempre più importanza è la governante dei Grace, Rose, poco amata dai gemelli.
Max ricorda mentre visita nuovamente da adulto the Cedars, che ora appartiene a Miss Vavasour. Fa continui salti nel passato, come se non volesse più vivere nel presente.
Scopriamo che la moglie di Max, anna, è morta di cancro un anno prima della visita a Ballymore da parte di Max.
In un nuovo flashback, ci si focalizza su Rose, la governante, descritta come una sorta di dipinto. La difficile relazione con i bambini che accudisce sembra essere determinata dalla differenza di classe sociale. Max, su un albero, vede Connie, Grace e Rose che parlano mentre Rose piange. Max sente la conversazione mentre passa un treno e sente quindi solo alcune parole: è convinto che Rose sia innamorata del padre dei bambini, e commette lo sbaglio di dirlo ai gemelli, alimentando il loro odio verso di lei.
I 3 ragazzi si chiudono in un capanno e scopriamo che Max e Chloe sono fidanzati e iniziano a baciarsi davanti a Myles.

## Edizioni
- John Banville, Il mare, Guanda, 2006,  p. 205, ISBN 88-8246-894-1.